# Port lotniczy Sacramento
Port lotniczy Sacramento (IATA: SMF, ICAO: KSMF) – port lotniczy położony 16 km na północny zachód od Sacramento, w stanie Kalifornia, w Stanach Zjednoczonych.

## Linie lotnicze i połączenia

### Terminal A
- Delta Air Lines (Atlanta, Detroit [sezonowo], Minneapolis/St. Paul, Salt Lake City)
- Delta Connection obsługiwane przez SkyWest (Los Angeles [od 1 kwietnia] Salt Lake City)
- Hawaiian Airlines (Honolulu)
- Southwest Airlines (Burbank, Chicago-Midway, Denver, Las Vegas, Los Angeles, Ontario, Orange County, Phoenix, Portland (OR), San Diego, Seattle/Tacoma)
- US Airways (Charlotte, Filadelfia, Phoenix)
- US Airways Express obsługiwane przez Mesa Airlines (Phoenix)

### Terminal B1
- United Airlines (Chicago-O'Hare, Denver, Waszyngton-Dulles)
- United Express obsługiwane przez SkyWest (Arcata/Eureka, Denver, Los Angeles, San Francisco)

### Terminal B2
- Alaska Airlines (Guadalajara, Kahului, Seattle/Tacoma)
- American Airlines (Dallas/Fort Worth)
- American Eagle Airlines (Los Angeles) [od 5 kwietnia]
- Continental Airlines (Houston-Intercontinental)
- Frontier Airlines (Denver)
- Horizon Air (Boise, Palm Springs, Portland (OR), San Jose (CA))
- JetBlue Airways (Long Beach, Nowy Jork-JFK)